# Lewin's Cove
Lewin's Cove är en ort i Kanada.   Den ligger i provinsen Newfoundland och Labrador, i den östra delen av landet, 1 600 km öster om huvudstaden Ottawa. Lewin's Cove ligger 40 meter över havet och antalet invånare är 566.
Terrängen runt Lewin's Cove är huvudsakligen platt, men västerut är den kuperad. En vik av havet är nära Lewin's Cove åt sydost. Runt Lewin's Cove är det ganska tätbefolkat, med 52 invånare per kvadratkilometer.. Närmaste större samhälle är Burin, 6,7 km sydost om Lewin's Cove. 
I omgivningarna runt Lewin's Cove växer i huvudsak blandskog.